# Pastor Troy for President
Pastor Troy for President – trzeci album Pastora Troya wydany w 2000 roku. Zaledwie kilka miesięcy po poprzednim I Am D.S.G.B.Na płycie nie zabrakło gwiazd typu Ludacris czy Rasheeda, z którą nagrał utwór "Do it" będący hitem w południowej części Stanów Zjednoczonych.

## Lista utworów
1. "We Ready" – 3:55
2. "Champion" – 3:57
3. "Get off Me (feat. Ludacris)" – 2:46
4. "No Mo Play in Ga." – 4:55
5. "Fuck Miracle(Skit)" – 1:04
6. "Bring Ya Army Bitch (feat. D.S.G.B.)" – 5:26
7. "It’s Going Down (feat. Mike Gold)" – 5:03
8. "Help Me, Rhonda" – 4:32
9. "Then I Gotta Change" – 3:03
10. "Ghetto Raised (feat. The Congregation)" – 4:51
11. "Pastor Troy for President" – 4:21
12. "It’s Going Down Here" – 3:16
13. "We Ready 2000" – 6:11
14. "It’s On Da' Map" – 4:45
15. "Cut Em Off (Feat. Lil' Mama)" – 4:09
16. "Do It (Feat. Rasheeda)" – 3:54
17. "Back Up (Feat. LIl Pete, Shawty)" – 5:05